# Cratere Barrow

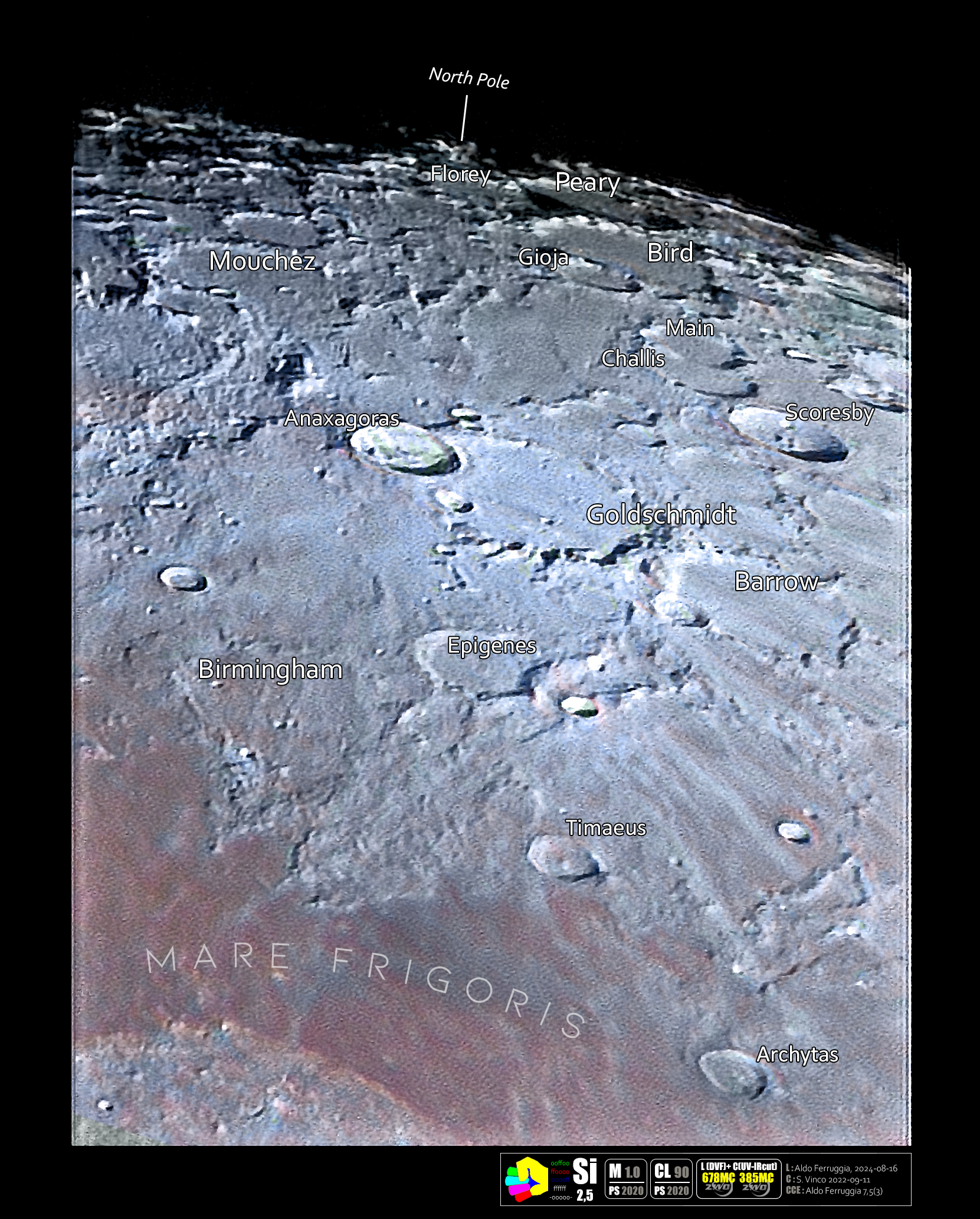
Immagine dell'area del cratere in formato Si. Vedi anche:

Barrow è un cratere lunare di 93,82 km situato nella parte nord-orientale della faccia visibile della Luna.
Il cratere è dedicato al matematico inglese Isaac Barrow.

## Crateri correlati
Alcuni crateri minori situati in prossimità di Barrow sono convenzionalmente identificati, sulle mappe lunari, attraverso una lettera associata al nome.
| Barrow | Coordinate            | Diametro (in km) |
| ------ | --------------------- | ---------------- |
| A      | 70°33′36″N 3°51′36″E  | 27,38            |
| B      | 70°09′36″N 10°31′48″E | 16,82            |
| C      | 73°01′12″N 11°07′12″E | 27,99            |
| E      | 69°00′00″N 3°19′48″E  | 17,95            |
| F      | 69°09′36″N 1°48′36″E  | 18,6             |
| G      | 70°10′12″N 0°15′36″E  | 29,36            |
| H      | 69°16′48″N 6°00′00″E  | 4,89             |
| K      | 69°17′24″N 11°44′24″E | 45,52            |
| M      | 67°36′36″N 9°08′24″E  | 5,86             |